# Kleidung im Alten Ägypten
| QS Vor- und Frühgeschichte | Dieser Artikel wurde aufgrund von inhaltlichen Mängeln auf der Qualitätssicherungsseite des WikiProjekts Vor- und Frühgeschichte eingetragen. Dies geschieht, um die Qualität der Artikel aus diesem Themengebiet auf ein akzeptables Niveau zu bringen. Bitte hilf mit, die inhaltlichen Mängel dieses Artikels zu beseitigen, und beteilige dich bitte an der Diskussion! |  |

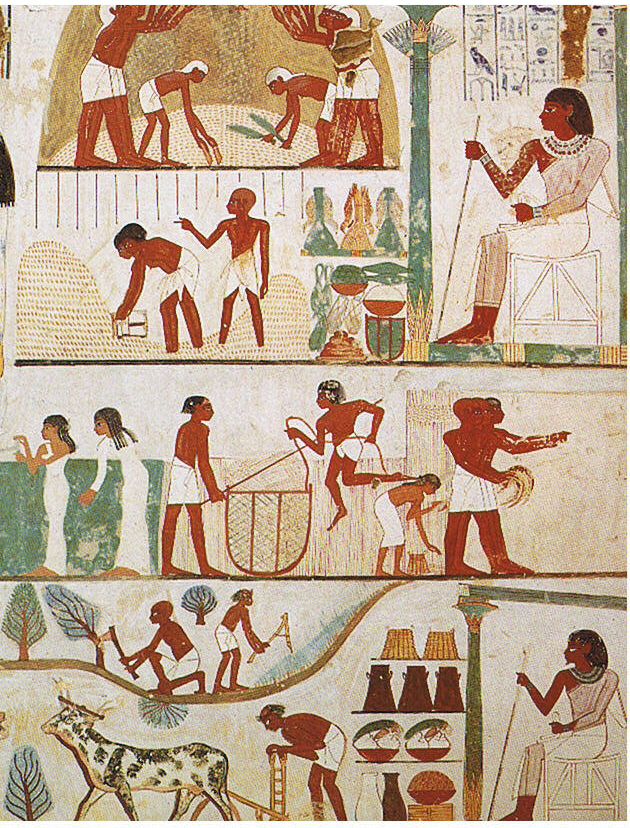
Wandgemälde aus der 18. Dynastie (15. Jahrhundert v. Chr.)

Die Kleidung im Alten Ägypten war geprägt von der Notwendigkeit, sich vor der Hitze und dem Wüstenklima zu schützen. Die Ägypter trugen leichte, meist weiße Gewänder, die aus Leinen gefertigt waren. Leinen war das am häufigsten verwendete Material, da es kühlend wirkte und gut verfügbar war. Die Kleidung war einfach geschnitten und bestand oft nur aus einem Stück Stoff, das um den Körper drapiert wurde.
Sie  wurde auch durch andere Kulturen beeinflusst, was durch die zahlreichen Eroberungen im Neuen Reich begründet war.

## Materialien
Die Hauptmaterialien für die Herstellung von Kleidung im Alten Ägypten waren Leinen. Schaf- und Ziegenwolle sowie Kleidung aus Gras, Schilf und Hanf wurden ebenfalls verwendet, wenn auch seltener. Ägyptische Baumwolle, die auch heute noch wegen ihrer Qualität berühmt ist, setzte sich erst ab dem 3. Jahrhundert v. Chr. durch, während Seide etwas später in der ptolemäischen Epoche eingeführt wurde.

## Frauenkleidung

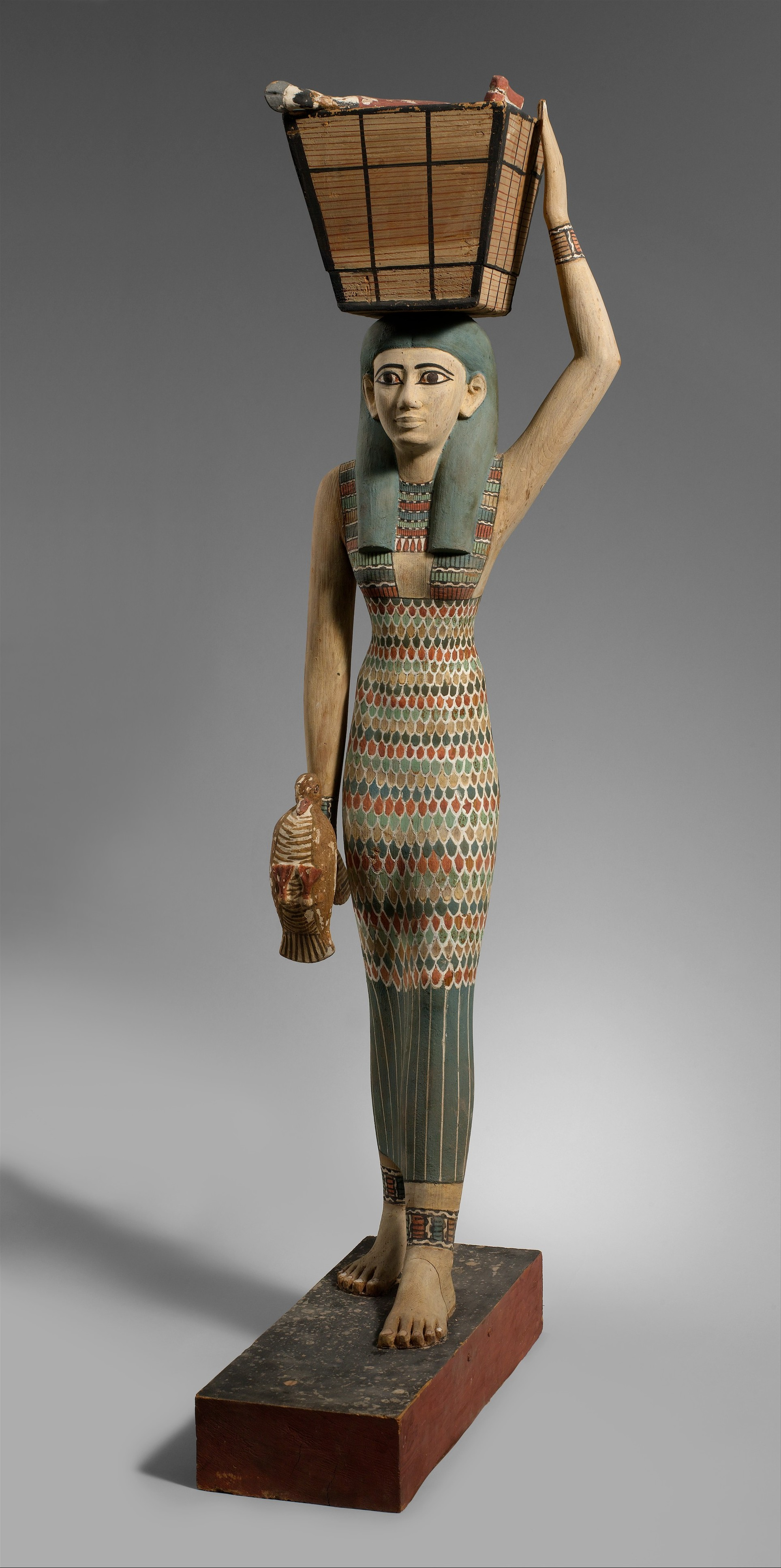
Ägyptische Frau in einem Kalasiris

Das Gewand der ägyptischen Frauen bestand hauptsächlich aus einer einfachen und feinen Leinentunika, welche sich an den weiblichen Körper anschmiegte. Dies war ein zweckmäßiges Gewand aus einem breiten, seitlich überwendlich zusammengenähten Rechteck, mit umgenähten und eingekapselten Hals- und Armausschnitten. Aufgrund der Zweckmäßigkeit war das Leinenhemd stets mit ungefähr 30 cm Armausschnitten ausgestattet. Die Leinentunika durfte bei der täglichen Arbeit nicht stören, daher waren Fledermausärmel üblich. Die Länge des Leinenhemdes variierte, sie wurde entweder knielang oder knöchellang getragen.
Dennoch wurden auch Kleider und Gewänder mit langen Ärmeln getragen, bei denen zwei weitere Stoffteile in Schulterhöhe angenäht wurden. Vor allem bei kühleren Temperaturen und Mückenplagen kam dieses Kleid zum Einsatz. Die Gestaltung der Gewänder war eher schlicht, ausnahmsweise aber auch mit ein paar farbigen Stoffbändern, Stickereien oder Fransen geschmückt.
Bei festlichen Anlässen trugen die ägyptischen Frauen ein ähnlich geschnittenes Leinenhemd. Zu dem rechteckigen Oberteil mit kurzen Ärmeln und geschlitztem Halsausschnitt kam ein angesetzter Rock aus demselben Material hinzu. Auch um sich festlicher zu kleiden und sich vor Kühle zu schützten, umhüllten sich die ägyptischen Frauen mit einem Schal. Diese Gewänder wurden nicht so schlicht gehalten wie die alltägliche Kleidung.

## Männerkleidung

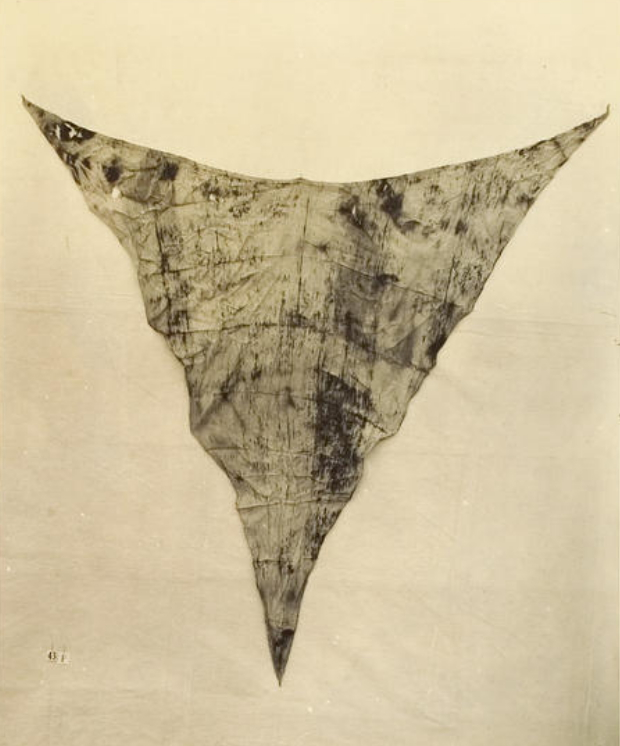
Ein Schurz aus dem Grab des Tutanchamun (KV62)

Die Kleidung der ägyptischen Männer musste sowohl für die Arbeit als auch für das wechselnde Klima angepasst werden.
Bei kühleren Temperaturen wurde eine weite weiße Tunika oder ein Schal über dem Schurz getragen. Der Oberkörper der ägyptischen Männer blieb über die ganze heiße Jahreszeit frei, wobei der untere Teil verdeckt wurde. Das Unterteil bestand aus einem einfachen Schnitt, der sowohl für die Bauern als auch für den Pharao galt. Die erste Schicht, das Unterkleid, war ein dreieckiger Lendenschurz, dessen Spitze zwischen den Beinen umschlungen wurde, um die Genitalien zu verdecken. Dieses Gewand wurde hauptsächlich von den Bauern auf den Feldern getragen.
Üblicherweise zogen die Männer einen weiteren weißen Schurz aus Leinen über. Doch die Mode des Schurzes und dessen Länge veränderten sich durchgehend im Ägyptischen Reich. Zu Beginn wurde der Schurz kurz und gerade getragen, wurde jedoch im Laufe der Zeit immer länger. So wurde auch der glatte Stoff durch ein effektvolleres horizontal und vertikal drapiertes Plissee verdrängt.
Die Gewänder wurden von einem bunt besetzten Gürtel zusammengehalten. Die reiche Gesellschaft trug kunstvoll gearbeitete Ledergürtel um die Taille, wobei der Name in die Gürtelschließe eingraviert wurde. Zudem wurde dieser auch mit edelstem Schmuck, wie Lapislazuli, Perlen und Gold, geschmückt. Die einfache Gesellschaft trug eher eine Art Schnur, um ihre Gewänder zu befestigen.